# Seelhgaichow-kaiyaah
Seelhgaichow-kaiyaah (kod Swantona Sehlchikyo-kaiya), jedna od šest bandi North Fork Wailaki Indijanaca, porodica Athapaskan, nastanjeni u sjevernoj Kaliforniji na istočnoj strani Eel Rivera od McDonald Creeka na jug do granice teritorija Yuki Indijanaca na Big Bend Creeku. 
Ime ove bande znači "rock white large people", a poznato je po imenu selu Seelhgaichowdin. 